# Lukavice (Ústí nad Orlicí-i járás)
Lukavice település Csehországban, az Ústí nad Orlicí-i járásban. Lukavice Písečná, Líšnice, Letohrad, Dlouhoňovice, Žamberk, Šedivec és Nekoř településekkel határos. Lakosainak száma 1211 fő (2024. január 1.).

## Népesség
A település lakosságának változását az alábbi diagram mutatja:
| Lakosok száma | 1184 | 1168 | 1114 | 857  | 906  | 1042 | 1135 | 1146 | 1165 | 1211 |
|               | 1869 | 1890 | 1921 | 1950 | 1980 | 2001 | 2017 | 2019 | 2022 | 2024 |